# Nosce te ipsum

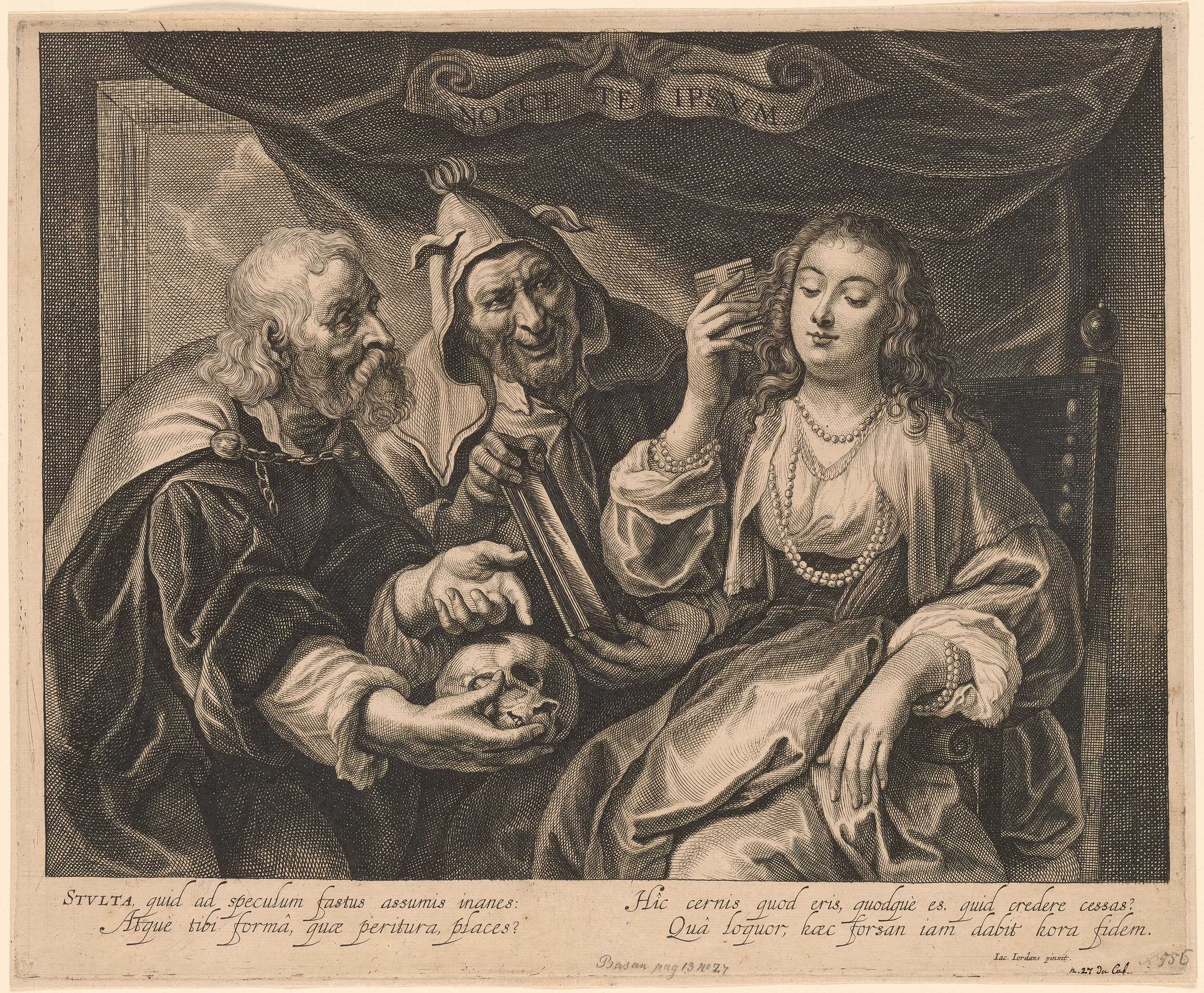
Nosce Te Ipsum — алегорія марнославства (1650), наслідування сюжета Якова Йорданса

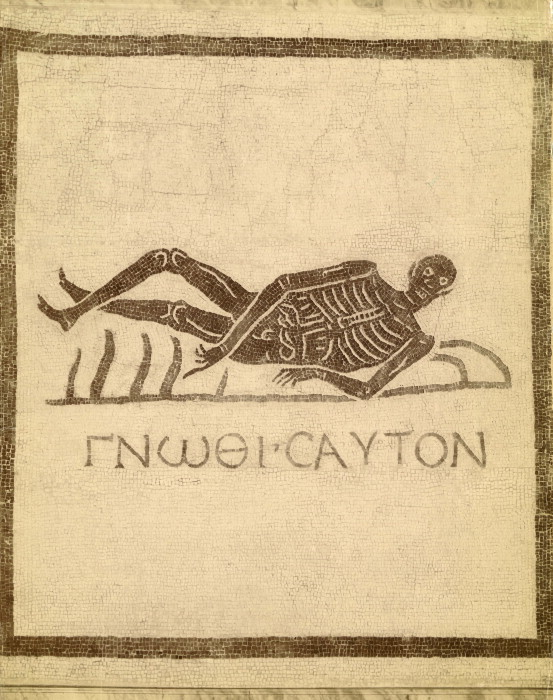
Мозаїка із розкопок монастиря Сан-Грегоріо (Рим). Грецький девіз gnothi seauton (nosce te ipsum, пізнай себе) в поєднанні із зображенням передає знамените попередження: memento mori (оглянься назад; пам'ятай, що ви смертні; пам'ятай про кінець)

Давньогрецький афоризм «пізнай себе» (грец. γνῶθι σεαυτόν, у транслітерації: gnōthi seauton, лат. nosce te ipsum або temet nosce), є чи не найважливішою із 147 дельфійських максим, яка була викарбувана на вході до Храму Аполлона в Дельфах, згідно із записами грецького письменника Павсанія.
Латинською мовою афоризм відомий як nosce te ipsum або temet nosce.

## Походження
Автор цього висловлювання невідомий; античні джерела приписували його різним авторитетам давнини. Найчастіше автором називався один з семи великих мудреців, наприклад, Фалес з Мілета або Хілон зі Спарти, або всі сім мудреців відразу. Діоген Лаертський приписує його Фалесу. Також вислів приписувався у різні часи Геракліту, Періандру, Піфагору та Сократу.
У діалозі Платона «Протагор» стверджувалося, що група визначних мудреців піднесли у дар богу Аполлону цю фразу, як початок всякої мудрості.
Афоризм міг походити з Луксора, що у Стародавньому Єгипті. Досократики, такі як Фалес та Піфагор, як вважають, були під впливом єгипетської культури, на думку грецьких авторів, включаючи Арістотеля. У будь-якому випадку висловлювання набуває особливого змісту і значення в давньогрецькій релігії і філософії. Греки приписували велику частину своєї мудрості єгипетським джерелам.
У достовірності всіх таких приписувань не можна бути певним, але фактичне авторство афоризму залишається невизначеним. Швидше за все, це було популярне прислів'я, яке пізніше було віднесено до конкретних філософів.
Розширений варіант висловлювання приписувався Хілону:
|  | Пізнай самого себе, і ти пізнаєш богів і всесвіт |

## Значення
Зміст висловлювання залишався загадковим і його сучасникам, та викликав множинність трактовок. Так, в платонівському діалозі «Хармід» афінянин Критій висловлює думку, що фраза «Пізнай самого себе», звернута богом до відвідувачів храму, повинна заміняти собою звичайне привітання «Здравствувати!»; бог, таким чином, вважає самопізнання більш важливішим, аніж здоров'я.
Особливе значення вислову «Пізнай самого себе» надавав Сократ. У втраченому діалозі Арістотеля «О філософії» повідомлялось, що цей напис, прочитаний в дельфійському храмі, послужив поштовхом до філософським заняттям Сократа. У діалогах Платона Сократ неодноразово звертається до цієї теми. Міркування на тему «Пізнай самого себе» можно знайти в діалогах Платона: «Хармід або Про помірність», «Алкивіад Другий, або Про молитву», «Протагор, або Софісти», «Федр, або Про кохання», «Філеб, або Про насолоду», «Закони, або Про законодавство» та ін.
Особливо детально тема самопізнання обговорюється в діалозі «Алкивіад Другий, або Про молитву». Там Сократ задається питанням, що таке сама людина, та приходить до висновку, що людина не є ані тілом, ані сукупністю тіла і душі, але саме душа.
Хід думок Сократа такий. У всякому ремеслі майстер та інструмент, яким він користується, не тотожні один одному. Так, чоботар користується різаком, ножем й іншими інструментами, значить, сам він не є ні ніж, ні різак, ні який-би з інших інструментів. Але чоботар користується не тольки інструментами: він користується також своїми руками, очами та іншими частинами тіла; значить, він не є також руки, очі чи якась із цих частин. Але це ще не все: адже людина користується не тільки руками і очима, але і всім тілом. Отже, людина і тіло, яким він користується, не є одно й те саме. Що ж таке сама людина? Сама людина, стверджує Сократ, є саме те, що користується тілом, а те, що користується тілом, ми називаємо душею. Отже, людина є душа, керуюча тілом як своїм інструментом; а значить, бог, закликаючий його пізнати самого себе, закликає його пізнати свою душу.